# Deta Hedman
Deta Hedman (Kingston, 14 november 1959) is een Engelse dartsspeelster. Ze is een eenvoudig WDF World Cup-kampioene en eenvoudig WDF Europe Cup-kampioene. Ook won Hedman tweemaal de World Masters en tweemaal de European Grand Masters / Zuiderduin Masters. Hedman nam in haar dartscarrière minimaal een keer deel aan een van de vier wereldkampioenschappen darts; het BDO World Darts Championship, het PDC World Darts Championship, het WDF World Darts Championship en de WDF World Cup.

## Carrière
De Heart of Darts, zoals haar bijnaam in het circuit luidt, speelde van 1990 tot 1997 voor de BDO en won vele toernooien. In 1994 won ze de World Masters en won ze WDF Europe Cup Singles en de WDF Europe Cup Koppels met Tammy Montgomery. In 1995 won ze de WDF World Cup Koppels met Mandy Solomons. In 1996 won ze de WDF Europe Cup Koppels met Mandy Solomons. 
In 1997 stopte Hedman met darten om een maatschappelijke carrière op te bouwen. In 2002 was ze weer terug, alleen ging ze nu spelen voor de Professional Darts Corporation. In 2005 stopte ze weer, om in 2009 terug te keren bij de BDO. Haar terugkeer was indrukwekkend. Hedman won vele toernooien en was snel weer de nummer één op de ranglijst. In 2010 won ze eindelijk de Dutch Open, nadat ze in 1992, 1993, 1995, 1996 de finale had verloren.
In 2010 speelde Hedman voor het eerst op Lakeside. In de kwartfinale won ze van Patricia De Peuter uit België met 2-1. In de halve finale verloor ze van Rhian Edwards uit Wales met 0-2. Hedman deed mee aan de eerste editie van de PDC Women's World Darts Championship 2010. Ze verloor in de kwartfinale van Fiona Carmichael met 2-4. In 2011 won ze de WDF World Cup Koppels met Trina Gulliver en won ze de Zuiderduin Darts Masters. Op Lakeside 2011 speelde Hedman in de kwartfinale tegen Irina Armstrong uit Rusland. Ze won met 2-0. In de halve finale verloor ze van Trina Gulliver met 0-2. In 2012 speelde Hedman op Lakeside in de kwartfinale tegen Rhian Edwards uit Wales. Ze won met 2-1. In de halve finale won ze van Lorraine Farlam uit Engeland met 2-1. In de finale verloor ze van Anastasia Dobromyslova uit Rusland met 1-2. 
In 2012 verloor Hedman de finale van de Winmau World Masters. Ze verloor van Julie Gore met 1-4. In 2013 won ze de WDF World Cup Koppels met Trina Gulliver. Ook won ze voor het eerst de WDF World Cup Singles door in de finale te winnen van Irina Armstrong met 7-5. Op de Winmau World Masters won Hedman in de finale van Rachel Brooks met 4-1. In 2014 verloor ze de finale op Lakeside van Lisa Ashton met 2-3. In 2016 verloor Hedman de finale van de BDO World Darts Championship 2016 van Trina Gulliver met 2-3. In datzelfde jaar verloor Hedman de finale van de Winmau World Masters. Ook deze keer was Gulliver in de finale te sterk voor Hedman. 
Hedman was op het BDO World Darts Championship 2017 als eerste geplaatst, maar verloor in de eerste ronde met 1–2 van Casey Gallagher. In 2018 speelde ze op het BDO World Darts Championship 2018. Ze won in de eerste ronde van Rachna David. In de kwart finale won ze van Sharon Prins. Ze verloor in de halve finale van Lisa Ashton. Op het BDO World Darts Championship 2019 verloor ze in de eerste ronde van Maria O'Brien. Een jaar later verloor ze wederom in de eerste ronde, dit maal van Laura Turner.
In 2023 won Hedman bij de WDF zowel het Scottish Open als de Open Antwerpen. Die laatste titel pakte ze door de Duitse Monique Lessmeister met 5-4 te verslaan na een 1-4 achterstand.
In juni 2025 kende koning Charles een koninklijke onderscheiding toe aan Hedman, die daardoor de titel OBE mag voeren.

## Gespeelde finales World Professional Darts Championship
- 2012: Anastasia Dobromyslova - Deta Hedman 2–1 (‘best of 3 sets’)
- 2014: Lisa Ashton - Deta Hedman 3–2 (‘best of 5 sets’)
- 2016: Trina Gulliver - Deta Hedman 3–2 (‘best of 5 sets’)

## Voornaamste overige prestaties
- 4x Open Finland (1989-1991-1992-1993)
- 4x Open Zwitserland (1989-1991-1992-1996)
- 4x Open Zweden (1990-1991-1992-1995)
- 4x Open Isle of Man (1990-1991-1992-1993)
- 7x Open Denemarken (1994-1995-1996-2014-2016-2017-2022)
- 4x Open België (1996-2009-2011-2015)
- 5x Open Antwerpen (1993-2010-2015-2017-2023)
- 3x Open Nederland (2010-2017-2018)
- 3x Open Schotland (1995-1997-2023)
- 3x Open Engeland (1996-2013-2016-2021)
- 2x Open Noorwegen (1992-1994)
- 2x Open Frankrijk (1994-1995)
- 2x Open Duitsland (1994-1996)
- 2x Winmau World Masters (1994-2013)
- 1x British Open (2010)
- 3x Open Luxemburg (2015-2016-2018)
- 1x Open Turkije (2010)
- 1x Open Vlaanderen (2010)
- 1x Pacific Masters (1994)
- 1x Australian Grand Masters (1994)
- 1x WDF World Cup Singles (2013)
- 3x WDF World Cup Koppels (1995-2011-2013)
- 1x WDF Europe Cup Singles (1994)
- 2x WDF Europe Cup Koppels (1994-1996)
- 1x Zuiderduin Darts Masters (2011)

## Resultaten op wereldkampioenschappen

### BDO
- 2010: Halve finale (verloren van Trina Gulliver met 0–2)
- 2011: Halve finale (verloren van Rhian Edwards met 0–2)
- 2012: Runner-up (verloren van Anastasia Dobromyslova met 1–2)
- 2013: Kwartfinale (verloren van Lisa Ashton met 0–2)
- 2014: Runner-up (verloren van Lisa Ashton met 2–3)
- 2015: Laatste 16 (verloren van Lisa Ashton met 1–2)
- 2016: Runner-up (verloren van Trina Gulliver met 2–3)
- 2017: Laatste 16 (verloren van Casey Gallagher met 1–2)
- 2018: Halve finale (verloren van Lisa Ashton met 0–2)
- 2019: Laatste 16 (verloren van Maria O'Brien met 0–2)
- 2020: Laatste 16 (verloren van Laura Turner met 0–2)

### WDF

#### World Championship
- 2022: Laatste 16 (verloren van Tori Kewish met 0–2)
- 2023: Kwartfinale (verloren van Rhian O'Sullivan met 0–2)
- 2024: Halve finale (verloren van Beau Greaves met 0–3)

#### World Cup
- 1991: Kwartfinale (verloren van Francis Hoenselaar met 1–4)
- 1995: Halve finale (verloren van Francis Hoenselaar met 2–4)
- 2011: Halve finale (verloren van Julie Gore met 5–6)
- 2013: Winnaar (gewonnen in de finale van Irina Armstrong met 7–5)
- 2015: Runner-up (verloren van Lisa Ashton met 6–7)
- 2019: Runner-up (verloren van Mikuru Suzuki met 3–7)
- 2023: Runner-up (verloren van Beau Greaves met 5-7)

### PDC
- 2010 (dames): Kwartfinale (verloren van Fiona Carmichael met 2–4)
- 2021: Laatste 96 (verloren van Andy Boulton met 1–3)

### Senioren (WSDT)
- 2022: Laatste 24 (verloren van Peter Manley met 1-3)
- 2024: Laatste 32 (verloren van Martin Adams met 2-3)

## Resultaten op de World Matchplay

### Senioren (WSDT)
- 2022: Laatste 16 (verloren van Phil Taylor met 4-8)
- 2023: Laatste 16 (verloren van Kevin Painter met 1-8)